# طايفة شيرزادي (مقاطعة غيلانغرب)
طايفة شيرزادي (بالفارسية: طایفه شیرزادی) هي قرية تقع في كرمانشاه في إيران. يقدر عدد سكانها بـ 235 نسمة بحسب إحصاء 2016.